# Wilkinsburg
Wilkinsburg est un borough des États-Unis, en Pennsylvanie, dans le comté d'Allegheny.
Cette localité tient son nom de William Wilkins, secrétaire à la Guerre sous le président John Tyler.

## Personnalités liées à la villne
- Paul Taylor, danseur et chorégraphe
- Morris Graham Netting, herpétologiste